# Znak města Kopřivnice
Znak Kopřivnice, českého města v okrese Nový Jičín v Moravskoslezském kraji, je tvořen stříbrno-červeně polceným štítem, ve kterém je v dolní části zlatý automobil Präsident provázený (heraldicky) vpravo nahoře červeným štítkem se stříbrným přirozeným kopřivovým listem.
Stříbrná barva představuje Bílou horu a červená Červený kámen, tedy dvě hory, mezi kterými Kopřivnice leží. Zlatě namalovaný obraz prvního kopřivnického automobilu Präsident z roku 1897 charakterizuje zdejší automobilový průmysl. Červený štítek s bílým listem kopřivy (tzv. mluvící znamení) napovídá název města.

## Historie
Mezi roky 1941 a 1945 nesl tehdy užívaný městský znak Kopřivnice vyobrazení stříbrné „hvězdy“ na červeném štítě. Když se slavilo povýšení Kopřivnice na město, uvědomili si zástupci zdejší samosprávy, že rozkvět Kopřivnice zapříčinil automobilový průmysl. Začali proto uvažovat o vyhotovení nového městského znaku.
Současný znak je městem užíván od roku 1967.
Ze znaku vychází i vlajka, přijata rozhodnutím č. 10 dne 15. července 1993.